# Xilenol
Xilenol são compostos orgânicos com a fórmula (CH3)2C6H3OH. São sólidos ou líquidos oleosos incolores voláteis. São derivados fenóis com dois grupos metilo com um grupo hidroxilo. Existem seis isômeros, dos quais 2,6-xilenol com ambos os grupos metilo em uma posição orto em relação ao grupo hidroxilo é o mais importante. O nome xilenol é um portmanteau das palavras xileno e fenol.

## Produção
Juntamente com muitos outros compostos, xilenóis são tradicionalmente extra[idos do alcatrão da hulha, os materiais voláteis obtidos pela produção de coque do carvão mineral. Estes resíduos contém uma pequena porcentagem por peso de xilenóis assim como cresóis e fenol. Os principais xilenóis presentes no alcatrão são os isômeros 3,5-, 2,4- e o 2,3-. 2,6-Xilenol é produzido por metilação de fenol usando metanol na presença de catalisadores óxidos metálicos:
C6H5OH  +  2 CH3OH   →   (CH3)2C6H3OH  +  H2O

## Propriedades
As propriedades físicas dos seis xilenóis isoméricos são similares. 
| Isômero        | 2,6-Xilenol | 2,5-Xilenol | 2,4-Xilenol | 2,3-Xilenol | 3,4-Xilenol | 3,5-Xilenol |
| Estrutura      |             |             |             |             |             |             |
| CAS            | 576-26-1    | 95-87-4     | 105-67-9    | 526-75-0    | 95-65-8     | 108-68-9    |
| P.F. °C        | 43-45       | 63 - 65     | 22-23       | 70-73       | 62 - 68     | 61-64       |
| P.E. °C        | 203         | 212         | 211-212     | 217         | 227         | 222         |
| pKa            | 10.59       | 10.22       | 10.45       | 10.50       | 10.32       | 10.15       |
| Densidade g/mL |             | 0.971       | 1.011       |             |             |             |